# Lichtentanne

Situation de Lichtentanne

Lichtentanne est une commune de Saxe (Allemagne), située dans l'arrondissement de Zwickau, dans le district de Chemnitz. Sa population était de 6 921 habitants au 31 décembre 2008.

## Municipalité

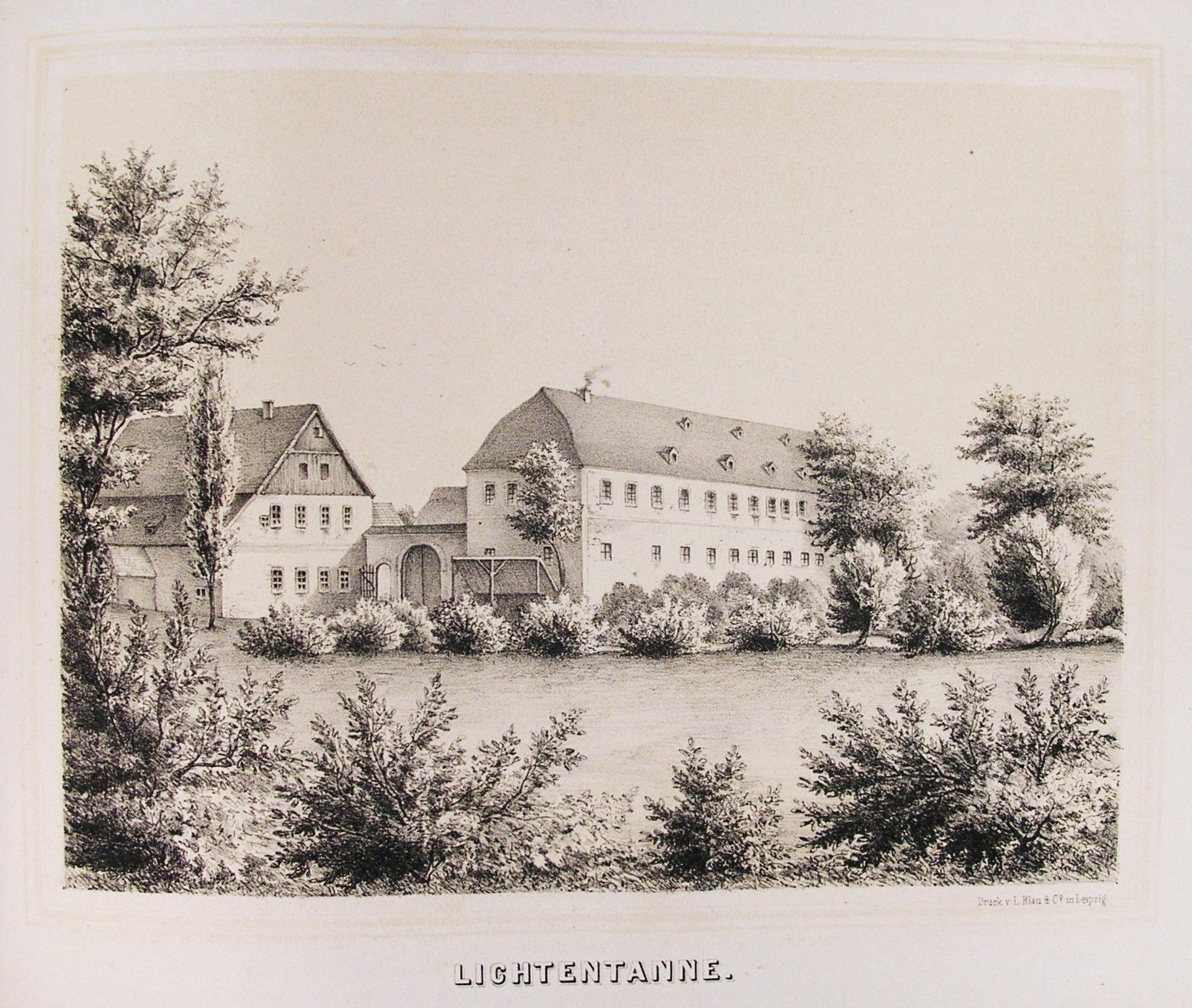
Manoir de Lichtentanne aujourd'hui détruit

Lichtentanne comprend le bourg de Lichtentanne et les villages d'Altrottmannsdorf, Ebersbrunn (où se trouve la source de la Pleisse), Schönfels (connu par son château de Schönfels) et Stenn.